# Christian Ludwig von Kenitz
Christian Ludwig von Kenitz (* August 1724 auf Gut Wolletz bei Angermünde in der Uckermark; † 11. Oktober 1797 in Falkenberg, Kreis Pyritz) war ein preußischer Generalleutnant und Chef des nach ihm benannten Regiments „Kenitz zu Fuß“.

## Leben

### Herkunft
Christian Ludwig war der Sohn des gleichnamigen Kapitäns des „Garnisonregiments Manteufel“ Christian Ludwig von Kenitz (* 1692 in Wolletz; † 3. Mai 1758 bei Schweidnitz) und dessen Ehefrau Ilse, geborene von Wolden. Sein Vater starb im Siebenjährigen Krieg an den Wunden, die er bei der Belagerung der Festung Schweidnitz erlitten hatte.

### Militärkarriere

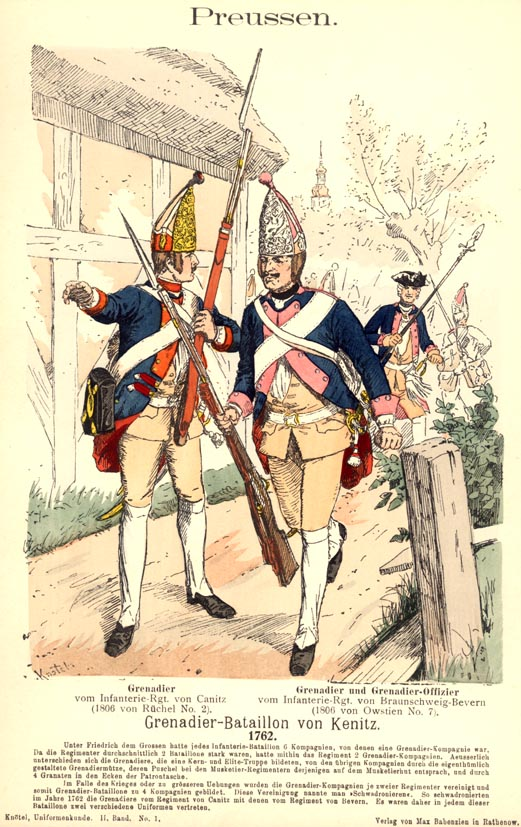
Grenadier-Bataillon von Kenitz 1762

Kenitz wurde 1739 trat als Gefreiterkorporal dem preußischen „Regiment von Bredow zu Fuß“ bei und wurde dort 1743 Fähnrich. Während der Schlesischen Kriege kämpfte er in den Schlachten von Mollwitz, Chotusitz, Hohenfriedberg und Lobositz. 1752 wurde er Premierleutnant.
Im Siebenjährigen Krieg erhielt er nach der Schlacht bei Prag eine eigene Kompanie. Danach kämpfte er bei Roßbach, Kunersdorf und Torgau. In den Schlachten bei Lobositz, Kunersdorf und Torgau wurde er verwundet. 1762 wurde er zum Major befördert und erhielt ein Grenadierbataillon, das aus den Grenadierkompanien der Regimenter „Bevern zu Fuß“ und „Alt-Stutterheim“ gebildet wurde. Damit kämpfte er unter General von Hülsen in Sachsen gegen die kaiserlichen österreichischen Habsburger.
Am 20. Januar 1772 wurde er Oberstleutnant und 1773 Kommandeur des Regiments „Bevern zu Fuß“. Im Jahr 1776 wurde er Oberst und  erhielt 1780 den Pour le Mérite. 1783 wurde er Chef des erledigten Regiments „Möllendorf zu Fuß“. Am 20. Mai 1784 wurde er Generalmajor. Einige Jahre später am 11. August 1790 wurde er zudem zum Generalleutnant ernannt. 1793 ging er in Pension.

### Güterbesitz
1781 kaufte Kenitz das Rittergut Groß Pobloth im Kreis Fürstenthum, verkaufte es aber nach einigen Jahren wieder.
1789 kaufte er das Rittergut Falkenberg im Kreis Pyritz, das von seiner Witwe 1798 an den Obersten Friedrich Wilhelm von Braunschweig veräußert wurde.

### Ehen und Nachkommen
Kenitz war zweimal verheiratet. Seine erste Frau wurde am 21. Juli 1763 in Stettin Katharina Dorothea von Lode, verwitwete von Zastrow aus dem Haus Gramenz. Aus dieser Ehe ging Tochter Christiane Juliane (* 18. Dezember 1764 in Stettin; † 16. Februar 1787 in Königsberg) hervor. Seine zweite Frau heiratete er am 16. November 1783 in Stettin: Charlotte Christiane Juliane von der Osten, verwitwete von der Mühlen (* Juli 1740; † 7. September 1800 in Arnswalde). Diese Ehe blieb kinderlos.